# Raised on Vegas
Raised on Vegas – album Elvisa Presleya, składający się z utworów nagranych 6 sierpnia 1973 roku podczas koncertu w Las Vegas. Wydany w 2008 roku.

## Lista utworów
1. "2001"
2. "C.C. Rider"
3. "Trouble – Raised on Rock"
4. "Love Me"
5. "Steamroller Blues"
6. "What Now My Love"
7. "Blue Suede Shoes"
8. "Memphis Tennessee"
9. "Rock Medley"
10. "Love Me Tender"
11. "Hound Dog"
12. "Fever"
13. "My Boy"
14. "Suspicious Minds"
15. "Band Introduction"
16. "Introducing Petula Clark, Guy Mitchell, Liza Minnelli"
17. "I Can't Stop Loving You – An American Trilogy"
18. "Bridge Over Troubled Water"
19. "How Great Thou Art"
20. "A Big Hunk O'Love"
21. "Help Me Make It Through the Night"
22. "Can't Help Falling in Love"